# Ministério do Trabalho e da Seguridade Social (Uruguai)
| Ministério do Trabalho e da Seguridade Social |                     |
| Juncal 1511, Montevidéu www.mtss.gub.uy       |                     |
| Criação                                       | 12 de março de 1907 |
| Casa Barth, Sede do Ministério.               |                     |
| Casa Barth, Sede do Ministério.               |                     |
| Atual ministro                                | Ernesto Murro       |

O Ministério do Trabalho e da Seguridade Social (espanhol : Ministério de Trabajo y Seguridad Social, abreviado MTSS), é um ministério do Uruguai, liderado atualmente pelo ministro Ernesto Murro. É o órgão do governo responsável por conduzir e executar as políticas referentes à atividade laboral no país, bem como supervisar as prestações sociais e alimentárias.

## História
A existência de um órgão de caráter ministerial, ocupado dos temas de trabalho e seguridade social, remontam à criação do "Ministerio de Industria, Trabajo e Instrucción Pública" pelo presidente Claudio Williman, em 12 de março de 1907, ao dividir o anterior "Ministério de Fomento". Por sua vez, em 4 de março de 1912, o presidente José Batlle y Ordoñez reorganizou o "Ministerio de Industria, Trabajo e Instrucción Pública", gerando por um lado o "Ministerio de Industria, Trabajo y Comunicaciones" e por outro o "Ministerio de Justicia e Instrucción Pública". Uma nova reorganização destas pastas públicas foi levada a cabo pelo governo de fato de Gabriel Terra, em 1936, passando a chamarem-se "Ministerio de Industria y Trabajo" e "Ministerio de Instrucción Pública y Previsión Social", respectivamente. Finalmente, um último ajuste ministerial gerou, em 1974, a partir destes organismos, os ministérios de Indústria e Comércio, Cultura e "Trabalho e Seguridade Social".